# Nikola I. Bánffy
Nikola I. Bánffy (?, poč. 14. st. − ?, 1356.)je bio slavonski ban (ban cijele Slavonije) godine, i ban cijele Slavonije i Hrvatske, član hrvatske plemenitaške obitelji Bánffyja (Banića).
Otac banova Stjepana II. i Ivana.
Župan Zaladske županije 1324. – 43. i 1349. – 51.
Dužnost slavonskog bana obnašao je od 1343. do 1346., a bana Slavonije i Hrvatske od 1353. do 1356. godine.
Od kralja Karla I. Roberta izborio natrag Lendavu koju su bili oteli Gisingovci.
Odani pristaša kralja Ludovik I., s kojim se borio protiv Mlečana i u borbi protiv nepokornih hrvatskih velikaša Nelipčića, Kurjakovića i Bribirskih. Ratovao sa sinovima bana Mikca.
U izvorima na mađarskom jeziku ime mu nalazimo u obliku Bánfi Miklós.